# Defenzin
Defenzini so majhne kationske beljakovine, ki so prisotne pri vretenčarjih in nevretenčarjih. V splošnem delujejo proti bakterijam, pa tudi proti drugim mikroorganizmom. Zmanjšane količine defenzinov so velikokrat povezane z določenimi obolenji, kot sta Chronova bolezen in cistična fibroza, povečane količine pa lahko nakazujejo na začetne faze razvoja določene bolezni, kot na primer na shizofrenijo.
Obstajajo tudi posebni »rastlinski defenzini«, katerih struktura in funkcija spominjata na defenzine nevretenčarjev in vretenčarjev. Sprva so bili izolirani iz pšeničnih in ječmenih zrn in so bili poimenovani gama-tionini glede na njihovo molekulsko maso in enako število disulfidnih vezi kot pri alfa-tioninih in beta-tioninih. Imajo široki spekter protiglivičnega delovanja.

## Zgradba in tipi defenzinov
V splošnem so defenzini majhni kationski polipeptidi, sestavljeni iz 18-45 aminokislin. Pri vretenčarjih je ohranjenih šest do osem cisteinskih aminokislinskih ostankov.
Geni za defenzine so visoko polimorfni, čeprav so pri določenem tipu nekatere lastnosti skupne (npr. vsi β-defenzini imajo majhno velikost, veliko gostoto pozitivnih nabojev in motiv iz 6 cisteinov). Vsak tovrsten gen vsebuje dva eksona, kjer prvi nosi zapis (kodira) hidrofobno vodilno zaporedje (sekvenco), drugi pa cisteinski motiv.
Obstajajo trije znani tipi sesalskih defenzinov, in sicer α-defenzini, β- defenzini in θ-defenzini. 
| Tip         | Kodirajoči gen                                                           | Splošne značilnosti |
| α-defenzini | DEFA1, DEFA1A3, DEFA3, DEFA4                                             | Prisotni so predvsem v nevtrofilcih, pa tudi v naravnih celicah ubijalkah in določenih tipih limfocitov T. Gena DEFA5 in DEFA6 nosita zapis za defenzine v Panethovih celicah v tankem črevesu, kjer uravnavajo in vzdržujejo črevesno floro. |
| β-defenzini | DEFB1, DEFB4, DEFB103A/DEFB103B do DEFB107A/DEFB107B, DEFB110 do DEFB133 | So najbolj razširjeni, izločajo pa jih levkociti in epitelijske celice različnih vrst. Tako se nahajajo v koži, roženici, dihalih, požiralniku, jeziku in ledvicah.                                                                           |
| θ-defenzini | DEFT1P                                                                   | So redki in so bili do zdaj bili odkriti le v levkocitih primatov vrste Macaca mulatta in Papio anubis, medtem ko so pri človeku in drugih primatih prisotni le še nepopolni fragmenti le-teh.                                                |

## Funkcije
Celice imunskega sistema uporabljajo defenzine za lažje uničenje fagocitiranih bakterij. Večina defenzinov se veže na celično membrano oz. plazmalemo bakterije, kjer tvori kanale oz. pore, skozi katere začnejo izhajati iz bakterij pomembni ioni in hranilne molekule. Afiniteta vezave na plazmalemo bakterij je večja od vezave na vretenčarsko celico, saj je koncentracija negativno nabitih fosfolipidov na površini plazmaleme bakterij večja od plazmaleme vretenčarjev, kar predstavlja zaščitni mehanizem za funkcionalne, telesu lastne celice.
Pri vrečarjih so pomembni pri mladičih, saj imunski sistem pri njih ni še dokončno razvit. Defenzine pridobijo preko materinega mleka.
Nekateri alfa-defenzini, kot je HNP-1, poleg tega delujejo kot reverzibilni nekompetitivni inhibitorji metaloproteaze, imenovane letalni faktor (LF), ki jo izdeluje bacil Bacillus anthracis.
Človeški genom vsebuje gene za theta-defenzine, vendar le-ti nosijo zapis za stop kodon na napačnem mestu, kar okrni njihovo izražanje (ekspresijo). Taki psevdogen je možno umetno popraviti, poleg tega pa so raziskave pokazale, da so tovrstni umetni oz. sitnetični theta-defenzini, imenovani tudi retrociklini, učinkoviti proti virusu humane imunske pomanjkljivosti (HIV), pa tudi proti drugim virusom, ko so virus herpesa simpleksa in virusi gripe A. Delujejo tako, da preprečijo vstop virusov v gostiteljsko celico.
Defenzinom-podobni proteini (angleško defensin-like proteins ali DLP) so komponenta v toksinu kljunašev.

## Medicinski pomen
Pomanjkanje ali povečana količina defenzinov je velikokrat povezano z določenimi obolenji. Neuravnavana količina defenzinov v koži prispeva k nastanku aken, pomanjkanje v vitem črevesu (ileumu) naj bi bila predispozicija za nastanek Chronove bolezni. poleg tega pa naj bi inhibicija beta-defenzinov v epiteliju pljuč in sapnika zaradi povišane količine soli (NaCl) prispevala k razvoju cistične fibroze.
Povečane količine defenzinov so prisotne v koži zaradi vnetnih procesov, kot je psoriaza, ter med celjenjem ran, povečane količine alfa-defenzinov pa so bile odkrite tudi v limfocitih T pri bolnikih z shizofrenijo, kar bi lahko bilo uporabno za diagnosticiranje ljudi s povečanim tveganjem za nastanek shizofrenije.